# Heliophanus camtschadalicus
Heliophanus camtschadalicus este o specie de păianjeni din genul Heliophanus, familia Salticidae, descrisă de Kulczynski, 1885. Conform Catalogue of Life specia Heliophanus camtschadalicus nu are subspecii cunoscute.